# James Theodore Harahan
James Theodore Harahan (* 12. Januar 1841 in Lowell, Massachusetts; † 22. Januar 1912 in Kinmundy, Illinois) war ein US-amerikanischer Eisenbahnmanager, der über 20 Jahre für die Illinois Central Railroad arbeitete und von 1909 bis 1911 deren Präsident war. Nach ihm ist die Harahan Bridge über den Mississippi River benannt, sowie der Vorort Harahan (Louisiana) von New Orleans.

## Karriere
James Theodore Harahan wurde als Sohn von Thomas Harahan and Ann née McCuen in Lowell, Massachusetts geboren. Nach der Schule diente er während des Sezessionskrieges im 1. Regiment der Massachusetts Volunteer Infantry der Nordstaaten und war später in der Gegend um Alexandria, Virginia beim Eisenbahntransport von Truppen und Versorgungsgüter beteiligt. Nach dem Krieg ging er 1866 zur Nashville & Decatur Railroad und stieg hier Anfang der 1880er-Jahre bis zum Superintendent der Verbindung zwischen Memphis und New Orleans auf. In der Folgezeit war er Manager bei unterschiedlichen Eisenbahngesellschaften für mehrere Linien in Tennessee und Louisiana, unter anderem bei der Louisville and Nashville Railroad. 1890 erhielt er den Posten als Vizepräsident bei der Illinois Central Railroad und arbeitete unter dem damaligen Präsidenten Stuyvesant Fish, wo er unter anderem maßgeblich an der Errichtung der Stuyvesant Docks neben dem heutigen Napoleon Avenue Container Terminal des Hafens von New Orleans und dem Mays Yard, einem weiteren großen Umschlagbahnhof im nördlichen Teil des heutigen New-Orleans-Vororts Harahan sowie unweit des Hafens beteiligt war.
1906 folgte er Stuyvesant Fish als Präsident der Illinois Central Railroad. Die Position hatte er bis zu seiner Pensionierung im Januar 1911 inne. Danach wurde er für ein Gemeinschaftsprojekt der Chicago, Rock Island and Pacific Railroad (Rock Island Line), der St. Louis, Iron Mountain and Southern Railway (Iron Mountain Railway, später Missouri Pacific Railroad) und der St. Louis Southwestern Railway (Cotton Belt Route) zum Bau einer Eisenbahnbrücke über den Mississippi in Memphis engagiert. Die Eisenbahngesellschaften gründeten am 3. Januar 1912 die Arkansas & Memphis Railway Bridge and Terminal Company und wählten James Theodore Harahan zu dessen Präsidenten.

## Eisenbahnunfall
Wenige Tage nach seiner Wahl kam er am 22. Januar 1912 mit drei weiteren hochrangigen Vertretern der Rock Island Line auf dem Weg nach Memphis bei einem Auffahrunfall zweier Züge in Kinmundy (Illinois) ums Leben. Die vier Passagiere schliefen in den frühen Morgenstunden in ihrem privaten Abteilwagen am Ende des Zuges, als dieser zum Wasserauffüllen in Kinmundy stoppte und von einem nachfolgenden Zug erfasst wurde, der ihn zu spät bemerkte. Der größtenteils aus Holz bestehende Abteilwagen wurde dabei nahezu vollständig zerstört und der stehende Zug um 60 Meter nach vorne geschoben.
Zu seinen Ehren wurde die 1916 fertiggestellte Brücke Harahan Bridge genannt. Die 1920 gegründete Stadt Harahan ist ebenfalls nach ihm benannt und heute ein Vorort von New Orleans.

## Privatleben
James Theodore Harahan war in erster Ehe mit Mary Bertha Kehoe verheiratet. Sie hatten vier Kinder, zwei Jungen und zwei Mädchen. Ihr ältester Sohn William Johnson Harahan (1867–1937) wurde 1867 in Nashville geboren und ging nach dem Umzug der Familie in New Orleans zur Schule. William wurde gleich seinem Vater auch Eisenbahnmanager, arbeitete bis 1907 ebenfalls bei der Illinois Central Railroad und wurde später Präsident der Chesapeake and Ohio Railway. Mary Bertha Kehoe verstarb 1897 und James Theodore Harahan heiratete 1899 seine zweite Frau Mary Mallory, Tochter seines langjährigen Freundes William Barton Mallory.